# أليكسي نيكولايفيتش تولستوي
أليكسي نيكولايفيتش تولستوي (الروسية: Алексе́й Никола́евич Толсто́й) - (و.10 يناير 1883 - 23 فبراير 1945م)، الملقب بـ كومرادى كونت (Comrade Count)، هو كاتب روسي سوفيتي، كتب في العديد من الموضوعات والأنواع الفنية، ولكنه تميز بروايات الخيال العلمي والروايات التاريخية.
لعب أليكسي تولستوي دورًا كبيرًا في الحرب العالمية الثانية من خلال عمله مع لجنة الدولة الطارئة (Extraordinary State Commission)، وقد ظهر ذلك الدور في محكمة نورنبيرغ (Nuremberg Trials)، التي تخصصت في محاكمة مجرمي الحرب النازيين على محاولات الإبادة الجماعية التي ارتكبوها ضد يهود أوروبا باستخدام حافلات الغاز.

## السيرة الذاتية

### بداية حياته
عاش أليكسي بوستروم وأليكساندرا تولستوي حياتهما منبوذين من طبقة النبلاء الروسية ومن الكنيسة، فخلق ذلك في نفس بوستروم المزيد من الـإلحاد، والعداء للملكية. كما أكد بوستروم فيما بعد أنه كان هو وزوجته من أشد المعجبين بكتابات كارل ماركس (Karl Marx) وجورجي بليخانوف (Georgi Plekhanov).
وبالرغم من أن أليكسي كان مُسجلًا رسميًا بأنه ابن كونت تولستوي (Count Tolstoy)، فقد عاش حتى الثالثة عشر من عمره حاملًا اسم بوستروم، ولم يشك أبدًا في أنه ليس والده الحقيقي. وحتى بعد أن علم أليكسي الحقيقة، فإنه ظل يعتبر أليكسي بوستروم أباه الحقيقي، ورفض أن يرى كونت نيكولاي تولستوي، أو أشقائه الأكبر منه سنًا.

### التعليم
يقول نيكولاي تولستوي (Nikolai Tolstoy)،
«وكغيره من الأطفال الروس في ذلك الوقت، تلقى أليكسي مراحل تعليمه الأولى في المنزل. وهناك، تلقى أليكسي دروسه على يد معلمه الخاص، الذي لم يفرط في استخدام الشدة معه، كما علمته والدته القراءة والكتابة، واعتاد زوج أمه أن يقرأ له في المساء كتابات ليو تولستوي (Leo Tolstoy) وإيفان تورغينيف (Ivan Turgenev)) (واللذان كانا يقربا إلى أليكسي من ناحية والديه).»
وطبقًا لنيكولاي تولستوي أيضًا،
«في 1896م، أُرسل أليكسي إلى المدرسة، وكان عمره وقتها أربعة عشر عامًا، ثم التحق في العام التالي بمدرسة ثانوية في سامارا (Samara). وهناك، درس أليكسي الفيزياء، والكيمياء، والهندسة، وغيرها من العلوم التطبيقية التي كان سيدرسها إذا التحق بأي مدرسة أرستقراطية. استاء تولستوي عندما شاهد التناقض الذي كان تسبب فيه حمله لاسمه الحقيقي.»
وفي 1900م، توفي كونت نيكولاي تولستوي، تاركًا لابنه البعيد اسمًا عريقًا، وميراثًا قدره 30000 روبل. يرى كتاب السيرة الذاتية أن ذلك الميراث هو في حد ذاته شهادة على أن نيكولاي تولستوي هو الأب الحقيقي لأليكسي، لأنه من المستحيل في تلك الفترة أن يترك أي روسي من طبقة النبلاء ميراثُا كهذا لطفل غير شرعي.

## الميراث
يرجع الفضل إلى أليكسي تولستوي في كتابة بعض أوائل روايات الخيال العلمي التي صدرت بـاللغة الروسية. وقد حظيت رواياته؛ آيليتا (Aelita) (1923م)، والتي تحكي عن رحلة إلى المريخ، وأشعة جارين القاتلة (The Hyperboloid of Engineer Garin) عام (1927م)، بشهرة كبيرة. كما تحولت الأولى إلى فيلم خيال علمي رائع في 1924م. وأيضًا تحولت قصته القصيرة الخارقة للطبيعة؛ كونت كاجليوسترو (Count Cagliostro) إلى فيلم شكل الحب (Formula of Love) عام 1984م. وبالإضافة إلى ذلك، فإن الكثير من الأفلام التي أُنتجت على مدار تاريخ الاتحاد السوفيتي كانت مأخوذة أساسًا عن روايات لتولستوي.
تخصص تولستوي أيضا في كتابة الروايات التاريخية وإحدى أهم رواياته ثلاثية «درب الالام Road To Calvary» التي أعطت وصفا دقيقا للمجتمع الروسي أثناء الحرب العالمية الأولى مرورا بالثورة البلشفية والحرب الاهلية الروسية بين الجيشين الأحمر والأبيض. تتكون هذه الثلاثية من روايات «الشقيقتان» و"1918" و«صباح غائم».
أصدر تولستوي العديد من الكتب للأطفال، أولها طفولة نيكيتا (Nikita's Childhood)، والذي يحكي فيه تولستوي عن طفولته (قد يخطئ البعض أحيانًا ويظن أن الكتاب عن ابنه نيكيتا (Nikita)، ولكن الحقيقة إن تولستوي استخدم الاسم فقط لأنه الاسم المفضل لديه، ولذا أطلقه بعد ذلك على ابنه الأكبر). في 1936م، أصدر تولستوي أشهر أعماله التي قدمها للأطفال، والمقتبس من الحكاية الإيطالية الشهيرة بينوكيو (Pinocchio)، بعنوان مغامرات بوراتينو (Buratino) أو المفتاح الذهبي، وأصبحت شخصية البطل، بوراتينو، من أكتر الشخصيات المحبوبة في المجتمع السوفيتي.

## كتابات أخرى
- Tolstoy، Nikolai (1983). The Tolstoys. Twenty-four generations of Russian history. Hamish Hamilton. {{استشهاد بكتاب}}: الوسيط غير المعروف |الرقم المعياري= تم تجاهله يقترح استخدام |ردمك= (مساعدة)
- https://web.archive.org/web/20120330171038/http://www.prospettivaeditrice.it/libri/schedeautori/marcantonio/marcantonio1.htm

## وصلات خارجية
- (بالإنجليزية) Aleksei Nikolaevich Tolstoi (1883-1945)
- (بالإنجليزية) A.N. Tolstoy at SovLit.com
- (بالإنجليزية) The Marie Antoinette Tapestry, (story), from Such a Simple Thing and Other Stories, FLPH, Moscow, 1959.
- (بالروسية) السيرة الذاتية
- (بالروسية) Works of Aleksei Tolstoy
- أليكسي نيكولايفيتش تولستوي على موقع IMDb (الإنجليزية)
- أليكسي نيكولايفيتش تولستوي على موقع الموسوعة البريطانية (الإنجليزية)
- أليكسي نيكولايفيتش تولستوي على موقع مونزينجر (الألمانية)
- أليكسي نيكولايفيتش تولستوي على موقع ميوزك برينز (الإنجليزية)
- أليكسي نيكولايفيتش تولستوي على موقع قاعدة بيانات برودواي على الإنترنت (الإنجليزية)
- أليكسي نيكولايفيتش تولستوي على موقع قاعدة بيانات برودواي على الإنترنت (الإنجليزية)
- أليكسي نيكولايفيتش تولستوي على موقع قاعدة بيانات برودواي على الإنترنت (الإنجليزية)
- أليكسي نيكولايفيتش تولستوي على موقع قاعدة بيانات الفيلم (الإنجليزية)
- أليكسي نيكولايفيتش تولستوي على موقع كينوبويسك (الروسية)
- Find-A-Grave biography
- Soviet Literature Bio